# توب 14 موسم 2018–19
توب 14 موسم 2018–19 هو الموسم 120 من  توب 14. أقيم خلال الفترة 25 أغسطس 2018 وحتى 15 يونيو 2019، وكان عدد الأندية المشاركة فيه  14، وفاز فيه ستاد تولوزيان.